# Sumeet Passi
Sumeet Passi (Yamuna Nagar, 18 aprile 1995) è un calciatore indiano, attaccante dell'Inter Kashi.

## Carriera

### Club
Ha giocato nella prima divisione indiana.

### Nazionale
Ha giocato nelle nazionali giovanili indiane Under-19 ed Under-23.
Tra il 2015 ed il 2018 ha totalizzato complessivamente 8 presenze e 3 reti con la nazionale indiana; nel 2019 è stato convocato per la Coppa d'Asia, senza tuttavia mai scendere in campo nella competizione.

## Statistiche

### Presenze e reti nei club
| Stagione                 | Squadra                  | Campionato               | Campionato | Campionato | Coppe nazionali | Coppe nazionali | Coppe nazionali | Coppe continentali | Coppe continentali | Coppe continentali | Altre coppe | Altre coppe | Altre coppe | Totale | Totale |
| Stagione                 | Squadra                  | Comp                     | Pres       | Reti       | Comp            | Pres            | Reti            | Comp               | Pres               | Reti               | Comp        | Pres        | Reti        | Pres   | Reti   |
| ------------------------ | ------------------------ | ------------------------ | ---------- | ---------- | --------------- | --------------- | --------------- | ------------------ | ------------------ | ------------------ | ----------- | ----------- | ----------- | ------ | ------ |
| 2012-2013                | Palian Arrows            | IL                       | 3          | 0          | FC              | 0               | 0               | -                  | -                  | -                  | -           | -           | -           | 3      | 0      |
| 2015-2016                | SC de Goa                | IL                       | 5          | 3          | FC              | 4               | 2               | -                  | -                  | -                  | -           | -           | -           | 9      | 5      |
| 2016                     | Northeast United         | ISL                      | 4          | 0          | -               | -               | -               | -                  | -                  | -                  | -           | -           | -           | 4      | 0      |
| 2016-2017                | DSK Shivajians           | IL                       | 6          | 0          | FC              | 0               | 0               | -                  | -                  | -                  | -           | -           | -           | 6      | 0      |
| 2017-2018                | Jamshedpur               | ISL                      | 2          | 0          | SC              | 1               | 0               | -                  | -                  | -                  | -           | -           | -           | 3      | 0      |
| 2018-2019                | Jamshedpur               | ISL                      | 12         | 2          | SC              | 1               | 0               | -                  | -                  | -                  | -           | -           | -           | 13     | 2      |
| 2019-2020                | Jamshedpur               | ISL                      | 14         | 1          | SC              | -               | -               | -                  | -                  | -                  | -           | -           | -           | 14     | 1      |
| Totale Jamshedpur        | Totale Jamshedpur        | Totale Jamshedpur        | 28         | 3          |                 | 2               | 0               |                    | -                  | -                  |             | -           | -           | 30     | 3      |
| 2020-2021                | RoundGlass Punjab        | IL                       | 5          | 0          | -               | -               | -               | -                  | -                  | -                  | -           | -           | -           | 5      | 0      |
| 2021-2022                | RoundGlass Punjab        | IL                       | 17         | 2          | -               | -               | -               | -                  | -                  | -                  | -           | -           | -           | 17     | 2      |
| Totale RoundGlass Punjab | Totale RoundGlass Punjab | Totale RoundGlass Punjab | 22         | 2          |                 | -               | -               |                    | -                  | -                  |             | -           | -           | 22     | 2      |
| 2022-2023                | East Bengal              | ISL                      | 10         | 0          | SC              | 2               | 1               | -                  | -                  | -                  | DC          | 4           | 2           | 16     | 3      |
| 2023-2024                | Inter Kashi              | IL                       | 22         | 1          | SC              | 4               | 0               | -                  | -                  | -                  | -           | -           | -           | 26     | 1      |
| 2024-2025                | Inter Kashi              | IL                       | 21         | 2          | SC              | 0               | 0               | -                  | -                  | -                  | DC          | 3           | 0           | 24     | 2      |
| Totale Inter Kashi       | Totale Inter Kashi       | Totale Inter Kashi       | 43         | 3          |                 | 4               | 0               |                    | -                  | -                  |             | 3           | 0           | 50     | 3      |
| Totale carriera          | Totale carriera          | Totale carriera          | 121        | 11         |                 | 12              | 3               |                    | -                  | -                  |             | 7           | 2           | 140    | 16     |

### Cronologia presenze e reti in nazionale
| Cronologia completa delle presenze e delle reti in nazionale ― India | Cronologia completa delle presenze e delle reti in nazionale ― India | Cronologia completa delle presenze e delle reti in nazionale ― India | Cronologia completa delle presenze e delle reti in nazionale ― India | Cronologia completa delle presenze e delle reti in nazionale ― India | Cronologia completa delle presenze e delle reti in nazionale ― India | Cronologia completa delle presenze e delle reti in nazionale ― India | Cronologia completa delle presenze e delle reti in nazionale ― India |
| Data                                                                 | Città                                                                | In casa                                                              | Risultato                                                            | Ospiti                                                               | Competizione                                                         | Reti                                                                 | Note                                                                 |
| -------------------------------------------------------------------- | -------------------------------------------------------------------- | -------------------------------------------------------------------- | -------------------------------------------------------------------- | -------------------------------------------------------------------- | -------------------------------------------------------------------- | -------------------------------------------------------------------- | -------------------------------------------------------------------- |
| 2-6-2016                                                             | Vientiane                                                            | Laos                                                                 | 0 – 1                                                                | India                                                                | Qual. Coppa d'Asia 2019                                              | -                                                                    | 71’                                                                  |
| 7-6-2016                                                             | Guwahati                                                             | India                                                                | 4 – 1                                                                | Laos                                                                 | Qual. Coppa d'Asia 2019                                              | 1                                                                    |                                                                      |
| 13-8-2016                                                            | Thimphu                                                              | Bhutan                                                               | 0 – 3                                                                | India                                                                | Amichevole                                                           | 1                                                                    |                                                                      |
| 3-9-2016                                                             | Mumbai                                                               | India                                                                | 4 – 1                                                                | Porto Rico                                                           | Amichevole                                                           | -                                                                    | 67’                                                                  |
| 5-9-2016                                                             | Dacca                                                                | India                                                                | 2 – 0                                                                | Sri Lanka                                                            | SAFF Championship                                                    | -                                                                    | 70’                                                                  |
| 9-9-2016                                                             | Dacca                                                                | India                                                                | 2 – 0                                                                | Maldive                                                              | SAFF Championship                                                    | -                                                                    | 67’                                                                  |
| 15-9-2018                                                            | Dacca                                                                | Maldive                                                              | 2 – 1                                                                | India                                                                | SAFF Championship                                                    | 1                                                                    |                                                                      |
| 17-11-2018                                                           | Amman                                                                | India                                                                | 1 – 2                                                                | Giordania                                                            | Amichevole                                                           | -                                                                    | 82’                                                                  |
| Totale                                                               |                                                                      | Presenze                                                             | 8                                                                    |                                                                      | Reti                                                                 | 3                                                                    |                                                                      |

## Palmarès
- I-League: 1

Inter Kashi: 2024–2025